# Герб Чемерівців
Герб Чемерівців затверджений 27 вересня 2016 р. рішенням № 30 сесії селищної ради. Герб є промовистим.

## Опис герба
Щит чотиридільний. У першій лазуровій частині золоте сонце з людським обличчям. У другій зеленій рослина чемериці (через що герб є промовистим) зі срібними квітками і золотим листям. У третій зеленій срібний одяг-чемерка з червоним гаптуванням. У четвертій червоній срібний розширений хрест. Щит вписаний у золотий декоративний картуш і увінчаний срібною міською короною.